# Arnulf Zweig
Arnulf Zweig (* 11. November 1930 in Essen; † 12. April 2016 in New York City) war ein US-amerikanischer Philosoph aus Deutschland.  

## Leben
Zweigs jüdische Familie emigrierte 1936 in die Vereinigten Staaten und ließ sich in Rochester (New York) nieder. Um in einem Jugendorchester musizieren zu können, lernte Zweig Fagott zu spielen. An der University of Rochester studierte er Philosophie. Er wurde in die Phi Beta Kappa aufgenommen und erlangte 1952 den Bachelor of Arts. Sein Promotionsstudium betrieb er an der Yale University und bei Donald Davidson an der Stanford University. Jahrzehntelang war er an der University of Oregon Professor für Philosophie. Als Gastprofessor lehrte er an der Harvard University, am Massachusetts Institute of Technology und an der Tufts University. Über viele Jahre war er Fagottist im Eugene Symphony Orchestra, kurzzeitig auch Musikkritiker für eine Zeitung in Eugene (Oregon). 1996 kehrte er an die Ostküste zurück. An der City University of New York und am Baruch College hielt er Lehraufträge.
Aus der Ehe mit Phyllis Zweig gingen eine Tochter und ein Sohn – Rebecca Rozman und Jonathan Zweig – hervor. Die Enkelkinder sind Samuel Rozman and Ira Zweig. Seine zweite Frau, Leah Rose Jacobs, brachte einen Stiefsohn und zwei Enkeltöchter in die Ehe.
Zweig befasste sich zeitlebens mit Immanuel Kant. Seine Übersetzungen von Kants Korrespondenz erschienen bei University of Chicago Press und bei Cambridge University Press. Mit Thomas E. Hill übersetzte und kommentierte er Kants Grundlegung zur Metaphysik der Sitten, Oxford University Press.